# Milo Cools
Milo Cools (* 7. Dezember 1948 in Aartselaar; † 9. August 2006 ebenda) war ein belgischer Radrennfahrer und nationaler Meister im Radsport.

## Sportliche Laufbahn
Cools war im Straßenradsport und im Bahnradsport aktiv. Als Amateur gewann er die nationale Meisterschaft im Dernyrennen 1971. Im Omnium wurde er Vizemeister. Den Titel in der Mannschaftsverfolgung gewann er 1972, ebenso die Meisterschaft im Zweier-Mannschaftsfahren mit Julien Vermote als Partner. Auf der Straße konnte er einige Kriterien in Belgien gewinnen.

## Familiäres
Sein Sohn Frans Cools war ebenfalls Radrennfahrer und Olympiateilnehmer 1936.